# Estación Claudio Molina
Claudio Molina es una estación ferroviaria, ubicada en el Partido de Tres Arroyos, en la Provincia de Buenos Aires, Argentina.

## Servicios
Es una pequeña estación del ramal perteneciente al Ferrocarril General Roca, desde la Barrow hasta la estación Chillar.
No presta servicios de pasajeros ni de cargas. Sin embargo sus vías están concesionadas a la empresa privada de cargas Ferrosur Roca.